# 小行星7191
小行星7191（英語：7191）是一颗围绕太阳公转的小行星。1993年6月18日，亨利·E·霍爾特在帕洛马山发现了此天体。
这颗小行星的绝对星等为208.40108等。